# Torneio dos Campeões da CBD de 1969
O Torneio dos Campeões da CBD foi um torneio de futebol realizado em 1969, pela Confederação Brasileira de Desportos, que definiria uma vaga brasileira na Taça Libertadores da América de 1970. Vencido pelo Grêmio Maringá por w.o, o time não jogou a competição internacional, que não teve representantes brasileiros em 1970.

## História
Na temporada de 1968, o Grêmio Maringá e o Sport Recife venceram a primeira edição, respectivamente, do Torneio Centro-Sul e do Torneio Norte-Nordeste, e assim se qualificaram para o Torneio dos Campeões da CBD em 1969. Vale ressaltar que tais torneios regionais não contavam com clubes que disputavam os campeonatos brasileiros de 1968 (Taça Brasil e Torneio Roberto Gomes Pedrosa), o que os configurava como espécies de 2ª divisão nacional daquela temporada. A região Norte não era representada no Robertão, enquanto o Nordeste possuía apenas dois representantes.
Na primeira fase do Torneio dos Campeões da CBD, o Grêmio Maringá enfrentou o Sport Recife, vencendo o clube pernambucano duas vezes pelo placar de 3 a 0, em 16 e 23 de março de 1969. Conforme o Jornal do Commercio de Manaus (6 de agosto de 1969), os confrontos contra a equipe do Recife valeram o "Torneio Centro-Sul x Norte-Nordeste de 1968".
Classificado, o clube paranaense empatou por 1 a 1 contra o Santos, campeão do Campeonato Brasileiro (TRGP) de 1968 (o primeiro Robertão gerido pela CBD), em 10 de maio de 1969, no Willie Davids. No mesmo estádio, em 4 de abril de 1970, a contagem ficou em 2 a 2. A equipe paulista, que jogou ambas vezes com uma maioria de reservas, acabou desistindo de uma nova tentativa de desempate, em razão de amistosos internacionais já programados. O Botafogo, que seria o outro finalista, como campeão do Campeonato Brasileiro (TB) de 1968, acabou também desistindo. Assim, o Grêmio Maringá foi homologado campeão, mas não disputou a Copa Libertadores de 1970, a que originalmente teria direito, uma vez que a CBD já havia decidido por não enviar qualquer representante, muito em razão da preparação para a Copa do Mundo de 1970.
O jogo anterior entre o time maringaense e o santista havia sido em 16 de maio de 1965, a primeira vez em que eles se enfrentaram: vitória do Santos por 11 a 1 (dois gols de Pelé), partida amistosa. Entre os dois empates no Torneio dos Campeões, o Grêmio Maringá ganhou da equipe praiana por 2 a 1, em um novo amistoso, travado em 7 de agosto de 1969. Ambas partidas foram no Willie Davids. Em 24 de agosto de 1969, em preliminar de partida da Seleção Brasileira, o time sulista ficou com o vice do Torneio Centro/Sul x Norte/Nordeste de 1969: contra o convidado pela CBD, o Nacional-AM, perdeu por 1 a 0, em pleno Maracanã.
Por ter sido paralelo ao Robertão do mesmo ano, matéria da Placar, por Isnard Cordeiro (agosto de 1980), chama o torneio entre campeões de Robertinho, também afirmando que o Maringá conquistou na ocasião um "título inédito" para o futebol paranaense, o de "campeão brasileiro". Uma vez que a Taça Brasil foi extinta em 1968 (ano de referência, pois o torneio terminou em outubro de 1969), foi o outro campeonato nacional de 1969.
Em 1969, além da primeira ausência da Taça Brasil, o Centro-Sul não foi concluso, findando na fase de grupos. O Robertão e o Norte-Nordeste ainda seriam jogados em 1969 e 1970. Este e o Centro-Sul foram extintos enquanto competição independente (na primeira Série B nacional, em 1971, estipulou-se as chaves regionais Taça Norte-Nordeste e zona Centro-Sul, que definiram os finalistas), já aquele foi sucedido pelo I Campeonato Nacional de Clubes (até 2010 considerado como primeira edição do Campeonato Brasileiro). Assim, não houve uma segunda edição do Torneio dos Campeões.
Foi durante 16 anos o único título nacional de um clube do Paraná (desconsiderando a Série B de 1980, vencida pelo Londrina), quando então o Coritiba venceu o Brasileirão de 1985.
Em 1990, em premissa semelhante, a CBF criou a Supercopa do Brasil, desafio entre os principais campeões da temporada anterior (o campeão da Copa do Brasil, criada em 1989, e o campeão do Brasileirão). Apesar de serem tidos como regionais/inter-regionais, o Centro-Sul e o Norte-Nordeste foram organizados pela CBD. Na Copa dos Campeões Regionais (2000 a 2002), por sua vez, viu-se novos jogos oficiais entre campeões-representantes regionais.
Em 2010, após a unificação da Taça Brasil e Robertão/Taça de Prata como edições do Brasileirão, foi cogitada a busca pelo mesmo reconhecimento ao título do Galo do Norte. O autor do dossiê unificador, o historiador Odir Cunha (2010), comentou que "não dá para (o Grêmio Maringá) ser considerado o campeão brasileiro de 1969" e que a competição "não tinha um nível superior" às duas homologadas.

## Participantes
| Clube          | Classificação                                     | Estado |
| -------------- | ------------------------------------------------- | ------ |
| Botafogo*      | Campeão da Taça Brasil de 1968.                   | GB     |
| Grêmio Maringá | Campeão do Torneio Centro-Sul de 1968.            | PR     |
| Santos         | Campeão do Torneio Roberto Gomes Pedrosa de 1968. | SP     |
| Sport          | Campeão do Torneio Norte-Nordeste de 1968.        | PE     |

*O Botafogo, que entraria diretamente na final, desistiu da competição.

## Disputa

### Play-Off (Torneio Centro-Sul x Norte-Nordeste de 1968)
| 16 de março de 1969 | Grêmio Maringá | 3 - 0 | Sport |  |
|                     |                |       |       |  |

| 23 de março de 1969 | Sport | 0 - 3 | Grêmio Maringá |  |
|                     |       |       |                |  |

### Final[8]
| 10 de maio de 1969 | Grêmio Maringá | 1 - 1 | Santos        | Estádio Regional Willie Davids                   |
|                    | Oswaldo        |       | Djalma Duarte | Renda: NCr$ 54.380,00 Árbitro: José Aldo Pereira |

| 4 de abril de 1970 | Santos                | 2 - 2 | Grêmio Maringá    | Estádio Regional Willie Davids                |
|                    | Picolé · Manoel Maria |       | Peter · Rodrigues | Renda: NCr$ 37.568,00 Árbitro: Braúlio Zanoto |

| 3º jogo | Grêmio Maringá | 1 (W-O) 0 | Santos |  |
|         |                |           |        |  |

- O Santos desistiu de jogar.[9] Computou-se 1-0 para o Grêmio Maringá.

- O jogo entre Grêmio Maringá e Santos, que seria pela semifinal, foi considerado pela CBD como a final, sendo o Grêmio Maringá campeão e o Santos vice. O Sport foi o terceiro colocado e o Botafogo não participou.[10]

## Tabela
| Time                       | Pts | J | V | E | D | GP | GC | SG |
| -------------------------- | --- | - | - | - | - | -- | -- | -- |
| Finalistas                 |     |   |   |   |   |    |    |    |
| Grêmio Maringá             | 6   | 4 | 2 | 2 | 0 | 9  | 3  | 6  |
| Santos                     | 2   | 2 | 0 | 2 | 0 | 3  | 3  | 0  |
| Eliminado na primeira fase |     |   |   |   |   |    |    |    |
| Sport                      | 0   | 2 | 0 | 0 | 2 | 0  | 6  | -6 |

## Premiação
| Torneio dos Campeões da CBD      |
| -------------------------------- |
| Grêmio Maringá Campeão (invicto) |